# 878年
| 千纪： | 1千纪                                                                                           |
| 世纪： | 8世纪 \| 9世纪 \| 10世纪                                                                        |
| 年代： | 840年代 \| 850年代 \| 860年代 \| 870年代 \| 880年代 \| 890年代 \| 900年代                       |
| 年份： | 873年 \| 874年 \| 875年 \| 876年 \| 877年 \| 878年 \| 879年 \| 880年 \| 881年 \| 882年 \| 883年 |
| 纪年： | 戊戌年（狗年）；唐乾符五年；南诏贞明承智大同二年；黄巢王霸元年；日本元慶二年                    |

## 大事记
- 大同防禦使段文楚，減軍士衣米，用法嚴苛，沙陀兵馬使李克用令軍士割而食其肉，自任防禦使。李克用父李國昌時為振武節度使。
- 招討使曾元裕於黃梅斬王仙芝。時黃巢正攻亳州，稱衝天大將軍。
- 黃巢兵團血洗泉州，劫殺富商萬人，此起劫掠沿海，揮兵入廣東，攻佔新興城市潮州。
- 大禮國隆舜改國號為大封民
- 5月21日——阿格拉布王朝在敘拉古之圍擊敗拜占庭帝國的留守軍隊，西西里最重要的城市敘拉古被阿拉伯人佔領。

## 出生
- 钱传瑛，钱鏐之子

## 逝世
- 李侹 (凉王)，唐懿宗之子
- 尚君長，唐末民变领袖
- 王仙芝，唐末民变领袖
- 周朴 (唐朝)，唐朝大臣
- 俄松，吐蕃赞普
- 艾德 (皮克特人之王)，皮克特人之王